# Launch de la Floride
Actualités
Le Launch de la Floride est une équipe de crosse professionnelle affiliée à la Major League Lacrosse. Elle a intégré la ligue lors de la saison 2014. Elle joue ses matchs à domicile au FAU Stadium à Boca Raton en Floride.

## Histoire de la franchise
Avant de décider l'implantation d'une franchise à Boca Raton, la Major League Lacrosse avait préalablement testé la viabilité d'un tel projet en y organisant le All-Star Game 2012 et un match de championnat en 2013 opposant les Nationals de Hamilton et les Rattlers de Rochester.
À la suite des succès rencontrés à ces deux occasions, le 21 novembre 2013, la Major League Lacrosse annonce à la fois la création du Launch de Floride et la disparation des Nationals de Hamilton précisant que les droits des 23 joueurs de la défunte équipe étaient  automatiquement cédés au Launch.
Le 3 décembre 2013, le Launch dévoile les termes d'un échange avec les Bayhawks de Chesapeake qui voit l'une des stars de la ligue, Casey Powell, rejoindre l'équipe floridienne.
Pour porter son effectif à 40 joueurs, le Launch de Floride sélectionne 12 joueurs lors de la Supplemental Draft et 7 joueurs lors de la Collegiate Draft.
Pour sa première saison, le Launch termine en avant-dernière position de la saison régulière avec 5 victoires et 9 défaites. L'équipe remporte sa première victoire à l'occasion du second match de la saison face aux Hounds de Charlotte le 3 mai 2014. Malgré cette saison décevante, Casey Powell est élu MVP de la saison et Kieran McArdle, Rookie of The Year.

## Entraîneurs
- Stan Ross : 2014-2016
- Tom Mariano : depuis 2017

## Drafts année par année

### MLL Collegiate Draft

#### Draft 2014
| Nom            | Repêchage | Université         | Position  |
| -------------- | --------- | ------------------ | --------- |
| Kieran McArdle | 5e        | Saint John         | Attaquant |
| Joe Meurer     | 10e       | Ohio               | Défenseur |
| Ryan Creighton | 12e       | Caroline du Nord   | Milieu    |
| Niko Amato     | 29e       | Maryland           | Gardien   |
| Bobby Lawrence | 45e       | Colgate            | Défenseur |
| Andrew Barton  | 53e       | Providence College | Milieu    |
| Duncan Clancy  | 61e       | Jacksonville       | Attaquant |

#### Draft 2015
| Nom           | Repêchage | Université                 | Position  |
| ------------- | --------- | -------------------------- | --------- |
| Lyle Thompson | 1er       | Albany                     | Attaquant |
| Connor Buczek | 2nd       | Cornell                    | Milieu    |
| Chad Tutton   | 13e       | Caroline du Nord           | Milieu    |
| Joe LoCascio  | 17e       | Maryland                   | Milieu    |
| Matt Donovan  | 18e       | Cornell                    | Attaquant |
| Kevin Rice    | 23e       | Syracuse                   | Attaquant |
| Pat Frazier   | 32e       | Loyola de Chicago          | Défenseur |
| Pat Farrell   | 47e       | Université High Point (en) | Défenseur |
| Casey Ikeda   | 55e       | Maryland                   | Défenseur |